# Lina Rask
Lina Rask Holm Nielsen (født 26. januar 1988 i Løgstør) er en dansk pensioneret elitehåndboldspiller. Rask, der spillede højre fløj, spillede sidst i SK Århus og har derudover optrådt for Silkeborg-Voel KFUM og Viborg HK. I sin sidste sæson på eliteplan blev hun valgt til ligaens bedste højrefløj.
Hun har flere U-landsholdskampe på CV'et.
Hun arbejder som håndboldtræner på håndboldlinjen på Idrætshøjskolen Århus.